# Jan Skoryna
Jan Skoryna (ur. 12 maja?/24 maja 1888 w Andruszówce k. Żytomierza, zm. 11 lipca 1961 w Meksyku) – pułkownik saperów Wojska Polskiego, kawaler Orderu Virtuti Militari.

## Życiorys
Urodził się 24 maja 1888 roku w Andruszówce k. Żytomierza, w rodzinie Edmunda i Heleny z Chmurzyńskich. Brał udział w I wojnie światowej w armii rosyjskiej. Był absolwentem korpusu Kadetów w Kijowie i w 1908 roku, uczył się w Aleksandrowskiej Szkoły Wojskowej w Moskwie. Od 1909 do 1910 roku dowódca kompanii w 3 batalionie saperów. Od 1910 do 1913 roku wykładowcy w Oficerskiej Szkole Saperów. W 1914 roku dowódcy kompanii w 27 Dywizji Piechoty. Naczelnik kompanii reflektorów od 1914 do 1915. Instruktor budownictwa umocnień polowych 5 Dywizji Piechoty. W latach 1915–1917 dowódca kompanii drogowo-mostowej w 3 pułku inżynieryjnym, z którym brał udział w walkach z Niemcami i Austrią. Był jednym z 384 delegatów na I Ogólny Zjazd Związku Wojskowych Polaków, który odbywał się w Piotrogrodzie w dniach 7–22 czerwca 1917 roku. W 1917 roku wstąpił do I Korpusu Polskiego gen. Dowbor-Muśnickiego i został zastępcą dowódcy 1 pułku inżynieryjnego formowanego na bazie rosyjskiego 46 batalionu saperów. W tym samym roku został mianowany kapitanem. W 1918 roku został dowódcą 1 pułku inżynieryjnego. Brał udział w walkach o odbicie Twierdzy Bobrujskiej. Po jej zajęciu został naczelnym inżynierem Twierdzy.
Z dniem 25 listopada 1918 został przyjęty do odrodzonego Wojska Polskiego z zatwierdzeniem posiadanego stopnia podpułkownika ze starszeństwem z dniem 28 maja 1916 i przydzielony do 1 pułku inżynieryjnego w Warszawie. Podczas powstania wielkopolskiego wyznaczono go na stanowisko inspektora technicznego formacji wielkopolskich, gdzie sformował batalion saperów w Poznaniu. Od marca 1920 do 1921 pełnił funkcję zastępcy komisarza rządu Rzeczypospolitej Polskiej w Międzynarodowej Komisji wyznaczonej do ustalenia granicy polsko-niemieckiej. 20 stycznia 1920 brał udział w przejęciu od Niemców Bydgoszczy.
W 1921 roku został dowódcą 1 pułku saperów. Następnie pełnił służbę w Wydziale Wojskowej Komisji Granicznej w Dowództwie Okręgu Korpusu Nr VII w Poznaniu. 3 maja 1922 został zweryfikowany w stopniu pułkownika ze starszeństwem z dniem 1 czerwca 1919 i 21. lokatą w korpusie oficerów inżynierii i saperów. 13 lipca 1923 został przydzielony do Dowództwa Okręgu Korpusu Nr V w Krakowie na stanowisko szefa Inżynierii i Saperów. Od 1926 był komendantem Oficerskiej Szkoły Inżynierii w Warszawie.
„Za postawę w I KP i skuteczne walki z bolszewikami zmierzającymi do zlikwidowania korpusu.”. Został odznaczony Orderem Virtuti Militari.
W grudniu 1927 objął stanowisko szefa samodzielnego referatu rachunkowo-budżetowego Departamentu Inżynierii Ministerstwa Spraw Wojskowych w Warszawie. W latach 1927–1929 był redaktorem naczelnym „Przeglądu techniczno-wojskowego”, a w 1928 prezesem Rady Administracyjnej Państwowych Zakładów Inżynierii i członkiem Rady Administracyjnej Państwowej Wytwórni Aparatów Telegraficznych oraz Telefonicznych. 27 kwietnia 1929 został mianowany dowódcą 2 Brygady Saperów w Warszawie, a następnie dowódcą 1 Brygady Saperów. Z dniem 31 sierpnia 1935 został przeniesiony w stan spoczynku. W celach handlowych i kulturalnych w czerwcu 1939 wyjechał jako przedstawiciel Rady Handlu Zagranicznego do Meksyku. Zawarł kilka ważnych kontraktów handlowych. Tam zastała go wojna. W czasie wojny współdziałał z Polonią Meksykańską m.in. przy organizowaniu pomocy dla Polaków przybyłych do Meksyku z Syberii.
W 1944 finansował wykonanie popiersia Ignacego Jana Paderewskiego, które dopiero po kilkudziesięciu latach (15 listopada 2001) staraniem syna Jerzego, postawiono jako pomnik w stolicy Meksyku. W tym kraju pozostał po wojnie na emigracji. W 1949 brał udział w organizacji uroczystości z okazji setnej rocznicy śmierci Fryderyka Chopina, podczas których ku czci kompozytora wmurowano w Audytorium sali Bolivara Narodowego Uniwersytetu Meksyku tablicę pamiątkową.

## Życie prywatne
W 1924 ożenił się z Konstancją z Lipskich, z którą miał dwoje dzieci: Jerzego (1926–2010).

## Ordery i odznaczenia
- Krzyż Srebrny Orderu Wojskowego Virtuti Militari nr 6690 (10 maja 1922)[3][9]
- Krzyż Niepodległości (17 marca 1932)[10][3][11]
- Krzyż Walecznych[3]
- Złoty Krzyż Zasługi (10 listopada 1928)[12][13]
- Medal Pamiątkowy za Wojnę 1918–1921
- Medal Dziesięciolecia Odzyskanej Niepodległości
- Odznaka Pamiątkowa I Korpusu Polskiego w Rosji
- Odznaka Honorowa Naczelnego Polskiego Komitetu Wojskowego „Nacz-Pol” Dziennik Rozkazów nr 41 z 1920 – za wybitne zasługi przy organizacji Wojska Polskiego na terenie byłej Rosji[14].
- Krzyż Komandorski Orderu Białego Orła (Królestwo Serbów, Chorwatów i Słoweńców)[15]
- Krzyż Oficerski Orderu Korony Włoch (Włochy)[16]
- Medal Zwycięstwa („Médaille Interalliée”)[17]